# Jaume Nomen
Jaume Nomen (Tortosa, 1960. június 23. –) katalán származású spanyol amatőrcsillagász, kisbolygó felfedező és szájsebész.

## Munkássága
A nyilvánosság számára ismertté a 2012 DA14 (későbbi nevén 367943 Duende) földközeli kisbolygó felfedezése miatt vált, amelyet a Mallorcai Csillagászati Obszervatórium tagjaival együtt figyelt meg a La Sagra Sky Survey (LSSS) program keretein belül. A 56561 Jaimenomen aszteroidát róla nevezték el.
Nomen a Barcelonai Egyetem professzora és a GEA (Grup d'Estudis Astronòmics) aktív tagja.  1999 és 2002 között több mint 60 kisbolygót fedezett fel, amelyek közül 55 nevet is kapott. Az Unicorn Project 3SSS igazgatója, amely három 61 cm átmérőjű automatikus teleszkópból áll: a Piera Obszervatóriumból, az Ametlla de Mar Obszervatóriumból és a Costitx Obszervatóriumból, így növelve az aszteroidák észlelésének és tanulmányozásának kapacitását.

## Felfedezett kisbolygói
Az alábbi kisbolygókat fedezte fel:
| 19539 Anaverdu        | 1999. május 14.      |
| 19776 Balears         | 2000. augusztus 4.   |
| 19783 Antoniromanya   | 2000. augusztus 27.  |
| (20621) 1999 TK11     | 1999. október 9.     |
| 23318 Salvadorsanchez | 2001. január 20.     |
| 24048 Pedroduque      | 1999. október 10.    |
| (25470) 1999 XW35     | 1999. december 6.    |
| 25472 Joanoro         | 1999. december 6.    |
| (32530) 2001 PW12     | 2001. augusztus 12.  |
| (32541) 2001 QF2      | 2001. augusztus 17.  |
| (32625) 2001 RZ45     | 2001. szeptember 15. |
| (34873) 2001 UF65     | 2001. október 20.    |

| 37391 Ebre        | 2001. december 1.    |
| 38671 Verdaguer   | 2000. augusztus 7.   |
| (38961) 2000 TG1  | 2000. október 1.     |
| (51872) 2001 PN9  | 2001. augusztus 10.  |
| (52034) 2002 PX42 | 2002. augusztus 9.   |
| (54676) 2000 YP12 | 2000. december 25.   |
| (55211) 2001 RL43 | 2001. szeptember 13. |
| (55597) 2002 RO66 | 2002. szeptember 7.  |
| (55614) 2002 TJ59 | 2002. október 4.     |
| (57367) 2001 RM43 | 2001. szeptember 13. |
| (58044) 2002 WF   | 2002. november 17.   |
| (61351) 2000 PS9  | 2000. augusztus 9.   |

| (62131) 2000 SH4  | 2000. szeptember 21. |
| (62132) 2000 SJ4  | 2000. szeptember 21. |
| (63814) 2001 RY45 | 2001. szeptember 15. |
| (64284) 2001 UE6  | 2001. október 20.    |
| (64587) 2001 XA   | 2001. december 1.    |
| (67539) 2000 SK4  | 2000. szeptember 22. |
| (72068) 2000 YC29 | 2000. december 31.   |
| (72069) 2000 YD29 | 2000. december 31.   |
| (74591) 1999 PS1  | 1999. augusztus 10.  |
| (74624) 1999 RS32 | 1999. szeptember 10. |
| (77921) 2002 EA12 | 2002. március 15.    |
| (88368) 2001 PO9  | 2001. augusztus 11.  |

| (88370) 2001 PQ14  | 2001. augusztus 15. |
| (88467) 2001 QM108 | 2001. augusztus 25. |
| (89835) 2002 CM12  | 2002. február 7.    |
| (91424) 1999 PT1   | 1999. augusztus 10. |
| (94411) 2001 TA17  | 2001. október 13.   |
| (94893) 2001 YG5   | 2001. december 25.  |
| (95031) 2002 AV26  | 2002. január 13.    |
| (95218) 2002 CO14  | 2002. február 8.    |
| (99596) 2002 GG24  | 2002. április 14.   |
| (106847) 2000 YO16 | 2000. december 28.  |
| (112549) 2002 PZ42 | 2002. augusztus 11. |
| (124311) 2001 QO73 | 2001. augusztus 21. |

| (125459) 2001 WQ5  | 2001. november 20.  |
| (146372) 2001 QE2  | 2001. augusztus 16. |
| (159610) 2002 AJ13 | 2002. január 12.    |
| (182108) 2000 PY6  | 2000. augusztus 6.  |
| (286621) 2002 EX1  | 2002. március 8.    |
| (373571) 2001 YF5  | 2001. december 25.  |
| (380397) 2002 XE89 | 2002. december 15.  |

## Fordítás
Ez a szócikk részben vagy egészben  a   Jaume Nomen című angol Wikipédia-szócikk fordításán alapul.  Az eredeti cikk szerkesztőit annak laptörténete sorolja fel. Ez a jelzés csupán a megfogalmazás eredetét és a szerzői jogokat jelzi, nem szolgál a cikkben szereplő információk forrásmegjelöléseként.

## Kapcsolódó szócikk
- Kisbolygók listája